# Максимович Тетяна Олександрівна
Тетяна Олександрівна Максимович (20 листопада 1901, Херсон — 26 вересня 1980, Київ) — українська радянська художниця театру; член Спілки художників України з 1940-х років. Дружина художника Єлеви Костянтина Миколайовича.

## Біографія
Народилася 20 листопада 1901 року в місті Херсоні. 1934 року закінчила Київський художній інститут (викладачі Макс Гельман, Михайло Козик, Федір Кричевський, Софія Налепинська-Бойчук).
Учасниця республіканських художніх виставок від 1949 року; персональна — у Києві (1964, разом з Раїсою Марголіною).
Жила в Києві, в будинку на вулиці Дашавській, 27, квартира 14. Померла в Києві 26 вересня 1980 року.

## Роботи
Оформила і створила ляльки до вистав:
- «Веселий кравчик» за братами Ґрімм (1935; Київський театр ляльок);
- «Лейзер дер Бейзер» (1937; Єврейський київський театр ляльок);
- «Гуллівер у Країні ліліпутів» Г. Плоткіна за Джонатаном Свіфтом (1948; Київський театр ляльок);
- «Чортів млин» Я. Дрди та І. Штока (1953; Київський театр ляльок);
- «Горбоконик» за П. Єршовим (1959; Київський театр ляльок)[1].

Виконала серію ляльок «Веселі чоловічки» для однойменного телетеатру (1962), дружні шаржі на діячів українського мистецтва (1949—1969).